# Omphalius
Omphalius is een geslacht van weekdieren uit de klasse van de Gastropoda (slakken).

## Soorten
- Omphalius nigerrimus (Gmelin, 1791)
- Omphalius rusticus (Gmelin, 1791)